# Ar Men
O farol Ar-Men (que em bretão significa "A Rocha") é um farol localizado em uma das extremidades da Chaussée de Sein, agrupamento de rochas a oeste da Île de Sein, localizado na extremidade da costa da Bretanha. Ele compartilha seu nome com a rocha sobre a qual foi erigido entre os anos de 1867 e 1881.
O Ar-Men é um dos faróis mais conhecidos do mundo, em virtude de sua localização isolada e das dificuldades consideráveis que sua construção apresentou, bem como pelo perigo existente de evacuar o seu pessoal. Considerado como um dos locais de trabalho mais exigentes por parte da comunidade de faroleiros, tem sido chamado de "O Inferno dos Infernos".
Sua iluminação foi automatizada e eletrificada em 10 de abril de 1990, com uma lâmpada halógena de 250 W. Seu lampejo é de três flashes brancos a cada 20 segundos, com um sinal sonoro de acompanhamento de três sons a cada sessenta segundos. Possui 33.5 metros de altura.

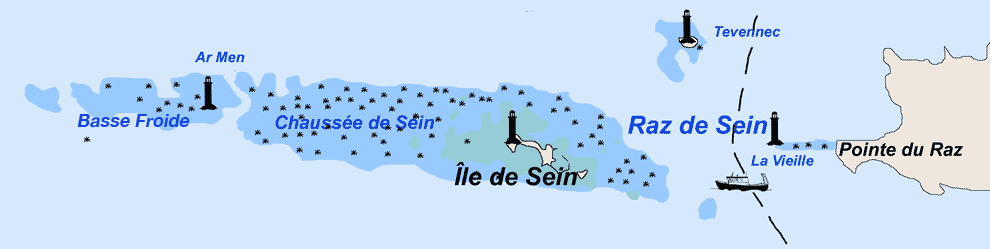